# Ponç Puigdevall
Ponç Puigdevall Aragonés (Sant Feliu de Guíxols, 10 de septiembre de 1963) es un escritor español en lengua catalana.
Reside en Gerona y trabaja como crítico literario para el diario El Punt y El País, y también ha colaborado en La Vanguardia. Fue uno de los fundadores de la plataforma política Ciudadanos de Cataluña, embrión del partido Ciudadanos. Es considerado un crítico "despiadado", si bien la "invectiva contra un libro" se ha confundido en ocasiones como una crítica contra la literatura catalana.
En 1991 fue galardonado con el Premio Andrómeda de narrativa de la Comunidad Valenciana por Un silenci sec y en 2010 con el Premio Ciudad de Barcelona por Un dia tranquil.

## Obras
- Un silenci sec (Tres i Quatre, 1992)
- Era un secret (Quaderns Crema, 1998)
- Els simuladors (1998)
- Àlbum Galmés (Quaderns Crema, 2002)
- Un dia tranquil (Editorial Tusquets, 2010)
- L'atzar favorable (Editorial Tusquets, 2012)